# Malicounda Bambara
Le village de Malicounda Bambara au Sénégal est situé dans la communauté rurale de Malicounda située dans le département de M'bour, à 85 km de la capitale Dakar. La communauté rurale couvre une superficie de 124 m2 et compte 22 villages et est peuplé de 38 104 habitants.

## Histoire
Malicounda Bambara fut fondée en 1902 par Barka Sanokho et un petit nombre de Bambaras venus du Mali, après un bref séjour à Saly Portudal. En 1903, ce fut l'arrivée de Samba Ba et des Peuls firdous originaires de la Casamance.
Puis une vague massive de Bambaras arrivèrent à la recherche de terres fertiles pour la culture de l'arachide.
Malicounda devint ainsi un grand village et fut divisé en trois quartiers : KarfaBougou, dirigé par Karfa Sidibé, Binabougou, dirigé par Bounama Diarrisso, et Barka Bougou, dirigé par Barka Sanokho.
Barkarbougou, très vaste, fut divisé en trois quartiers : Dioulacounda (le quartier des commerçants), Nioroncounda (les habitants de Nioro) et Khaidacounda (le quartier du marabout Fode Bocar Doucouré).
Barka Sanokho fut le premier chef de village à sa mort en 1904.
Samba Diarra lui succéda jusqu'à 1905, à la mort de ce dernier furent élus successivement :  
- Mamadou Ba         1905-1930
- Toubey Sow         1930-1962
- Kao  Ba            1962-1988
- Cheikh Amala Sow   1989-2006
- Samba  Sow         2006-2021
- Mamadou Ba.   2021 à nos jours

## Le serment de Malicounda
En juillet 1997, bravant la tradition, les femmes de Malicounda ont prêté serment de dire non aux mutilations sexuelles féminines dont les filles de certaines ethnies sont victimes. Et ceci à la suite d'un programme de sensibilisation sur les risques de ces pratiques et sur le droit des femmes menée par l'organisation internationale Tostan avec le soutien de l'Unicef, de l'ONG américaine American Jewish World Service (AJWS) et du gouvernement sénégalais. Depuis, le « serment de Malicounda » s'est propagé en partie dans les villages des environs et a été cité par la presse de Dakar. Dans cette région, pourtant, la pratique de l'excision est endémique, bien que certaines familles, notamment les familles d'origine Ouolof, ignorent ces mutilations imposées aux jeunens femmes.

## Population
La population est jeune et active. La jeunesse exerce tous les corps de métiers et s'est engagée pour le développement de la localité. La population est musulmane. Ce sont en  majorité des Tidjanes qui ont comme guide spirituel Cheikh Amala, ainsi que des fidèles de Chekh Bouh Kounta de Diassane.
Selon le dernier recensement, le village compte 3 323 personnes et 379 ménages.